# Luís Vaz de Torres
Luís Vaz de Torres (Portugal ou Espanha, c. 1565 — Filipinas, c. 1610 a 1613), também grafado Luís Váez de Torres foi um explorador marítimo que, a serviço da coroa espanhola, primeiro relatou a existência de um estreito entre a Nova Guiné e a Austrália, o Estreito de Torres.
O lugar preciso e o ano de seu nascimento são desconhecidos, alguns afirmam  que nasceu em Portugal, outros que era espanhol. Pouco se conhece da sua vida até que entrou para o serviço da marinha espanhola e serviu nas colônias da América do Sul.
No final de 1605, os registros históricos apontam sua nomeação como segundo em comando de uma expedição ao Pacífico comandada por Pedro Fernandes de Queirós. Em dezembro de 1605, a expedição zarpou de El Callao, no Peru, com Torres no comando do San Pedro. Em maio de 1606 alcançaram as ilhas que Queirós chamou Austrália do Espírito Santo, hoje em dia Vanuatu. Enquanto exploravam as ilhas, o barco de Queirós teve problemas e se desencontrou, eventualmente retornando ao México. Torres, imaginando que Queirós estivesse perdido no mar, resolveu completar a expedição como programado, seguindo para Manila pelas Molucas. Em junho de 1606, encontra ventos contrários ao longo da costa norte da Nova Guiné, então vai pelo sul, passando pelo estreito de 150 Km de largura, pontilhado de ilhas, que hoje leva seu nome. Muito provavelmente avistou a costa australiana, mas não deixou nenhum registro disso. Em 27 de outubro, após explorar várias ilhas do estreito, finalmente chega ao extremo da Nova Guiné, tomando o rumo de Manila, onde chega a 22 de maio de 1607, após parar em algumas ilhas no caminho.
Torres aparentemente passou o resto de seus dias nas Filipinas. Deixou um relato de sua viagem, que o geógrafo Alexander Dalrymple viu em 1759 e foi ele quem primeiro chamou a passagem de Estreito de Torres.